# Hidroxiesteroide deshidrogenasa

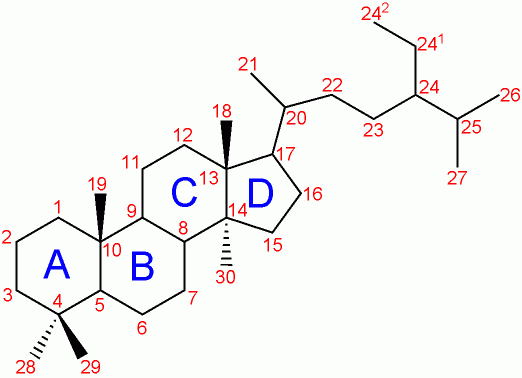
Numeración de esteroides.

Las hidroxiesteroide deshidrogenasas son un grupo de alcohol oxidorreductasas que catalizan la deshidrogenación de hidroxiesteroides. 
Hay cuatro tipos, que se clasifican por el número de carbono sobre los que actúa: 
| Carbono | De                     | A                            |
| 3       | pregnenolona           | progesterona                 |
| 3       | 17-Hidroxipregnenolona | 17-Hidroxiprogesterona       |
| 3       | dehidroepiandrosterona | androstenediona              |
| 11      | cortisol               | cortisona                    |
| 17      | androstenediona        | testosterona                 |
| 20      | progesterona           | 20-alpha-dihidroprogesterona |

## Imágenes adicionales

Steroidogenesis